# Гетто в Борковичах
Гетто в Бо́рковичах (лето 1941 — сентябрь 1941) — еврейское гетто, место принудительного переселения евреев деревни Борковичи Верхнедвинского района Витебской области в процессе преследования и уничтожения евреев во время оккупации территории Белоруссии войсками нацистской Германии в период Второй мировой войны.

## Оккупация Борковичей и создание гетто
До войны евреи в Борковичах жили компактно — в центре местечка, вдоль улицы, которая вела на Дисну, к югу от железнодорожного переезда
Немецкие войска оккупировали Борковичи 10 июля 1941 года.
Реализуя нацистскую программу уничтожения евреев, немцы создавали гетто почти во всех городах и населённых пунктах Беларуси, где проживало еврейское население. Так и в Борковичах оккупанты организовали гетто. Евреев согнали в «Народный дом», где до войны был сельский клуб — напротив комендатуры.

## Условия в гетто
По одним свидетельствам, гетто было огорожено колючей проволокой и охранялось только перед окончательным уничтожением. По другим сведениям — гетто не было огорожено, но накануне расправы евреям запретили покидать свои дома.
Евреев использовали на принудительных работах. Гиту Динкину насмерть забил сапогами немец, которому она стирала белье.

## Уничтожение гетто

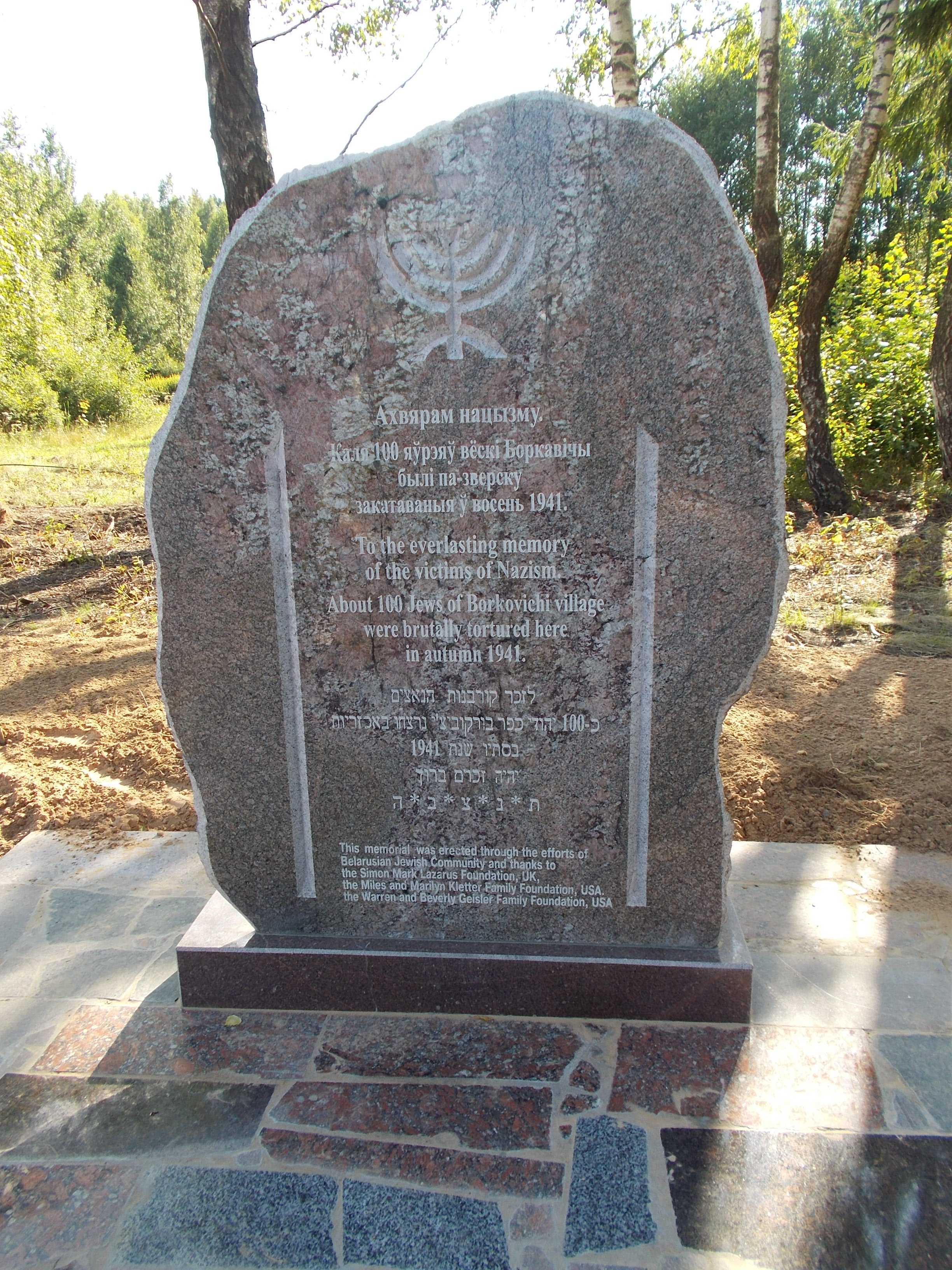
Памятник на месте расстрела евреев — узников гетто в Борковичах

В один из дней в начале сентября 1941 года (23 февраля 1942) всех евреев из «Народного дома» вывели и погнали пешком по дороге на деревню Магеры. Их отвели примерно за 2 километра, где напротив через дорогу от заправочной МТС, справа от шоссе на Дисну, метрах в 150—200 в лесу была заранее выкопана расстрельная яма. Для этого оккупанты накануне пригнали местных мужчин. Колонну узников охраняли немцы с собаками и полицаи, и также часть карателей ехала позади колонны на подводах.
Руководил «акцией» (таким эвфемизмом гитлеровцы называли организованные ими массовые убийства) начальник Борковичской военной полиции Филор Мартин и следователь Борковичского отдела военной полиции Шнайдер Рудя.
Поперек ямы была положена доска. Обречённых людей по 5 человек подводили к яме, приказывали идти по доске и в это время стреляли. В яму падали и убитые, и раненые, и просто потерявшие равновесие. Местных мужчин, которые копали яму, заранее отвели в лес, чтобы они не видели сам расстрел.
После расстрела полицаи забросали убитых еловыми ветками, затем снова пригнали мужиков и под угрозой смерти приказали им закопать яму.
Всего были убиты более 100 (около 80) человек.

## Память
В 2013 году на могиле жертв геноцида евреев усилиями фонда Лазаруса был установлен памятник.